# Вернополье
Вернополье (укр. Вірнопілля) — село в Изюмском районе Харьковской области Украины. Является административным центром Вернопольского сельсовета, в который также входят сёла Дмитровка и Карнауховка.

## Население
Население по переписи 2001 года составляло 775 человек (361 мужчина и 414 женщин).

## Географическое положение
Село Вернополье находится у одного из истоков реки Великая Камышеваха, ниже по течению на расстоянии в 11 км расположено село Великая Камышеваха (Барвенковский район). Река в этом месте пересыхает, на ней сделано несколько запруд. На расстоянии в 2 км расположено село Дмитровка.

## Экономика
- Молочно-товарная, свино-товарная и овце-товарная фермы.
- ЗАО «Вернополье»
- «Старт», сельскохозяйственное ООО.

## Объекты социальной сферы
- Школа.

## Достопримечательности
- Братская могила советских воинов. Похоронено 55 воинов.